# Messerschmitt Bf 162
De Messerschmitt Bf 162 Jaguar is een bommenwerper ontworpen door de Duitse vliegtuigontwerper Messerschmitt.

## Ontwikkeling
Op 1 maart 1935 maakte de wereld kennis met de nieuwe Luftwaffe. Op die dag onthulde Hitler het bestaan van deze strijdmacht. Dit had tot gevolg dat er verschillende specificaties werden uitgegeven aan de grote vliegtuigbouwers in Duitsland. Een van de belangrijkste specificaties was voor een snelle bommenwerper. De specificatie werd afgegeven aan Focke Wulf (gaf al snel aan dat ze zich terugtrokken), Junkers (Ju 88), Messerschmitt (Bf 162) en Henschel (Hs 127).
Het ontwerp van Messerschmitt was, net als de Bf 161 gebaseerd op de Bf 110. Het toestel leek erg op een vergrote uitvoering van dit toestel. De romp was breder geworden. De rompneus was van veel glas voorzien. Het toestel was voorzien van twee Daimler-Benz DB600A twaalf cilinder vloeistofgekoelde V-lijnmotoren van 960 pk. De bommenlading kon bestaan uit tien 50 kg SC50 bommen. Tevens was er de mogelijk voor het extern vervoeren van twee 250 kg SC 250 bommen. De defensieve bewapening bestond uit een 7,9 mm MG15 machinegeweer in de rompneus en een 7,9 mm MG 15 machinegeweer in de achterste cockpit.
Merkwaardig genoeg werd het aan dit project toegekende projectnummer, 8-162, later door het RLM toegekend aan het Heinkel He 162 "Salamander" jachtvliegtuig.

## Prototypen
Het eerste prototype werd de Bf 162 V1 (D-AIXA). Het toestel vloog voor het eerst in het voorjaar van 1937.
Het tweede prototype, de Bf 162 V2 (D-AOBE), werd in september 1937 aan het testprogramma toegevoegd.
Het derde en laatste prototype, de Bf 162 V3 (D-AOVI), maakte op 20 augustus 1938 zijn eerste vlucht. Tegen die tijd was het echter al duidelijk dat men voor de productie van de Junkers Ju 88 zou kiezen en de ontwikkeling van de Bf 162 en Hs 127 werd hierdoor stilgelegd.
De drie toestellen werden tijdens de Tweede Wereldoorlog uitgebreid gebruikt voor het testen van allerlei ontwikkelingen voor andere ontwerpen. Zo werd de V3 gebruikt voor het testen van de op afstand bediende FDL 131 geschutskoepels voor de Me 210.
Vooroorlogse ontwerpen:
S 7 ·
S 8 ·
S 9 ·
S 10 ·
S 13 ·
S 14 ·
S 15 ·
S 16 ·
M 17 ·
M 18 ·
M 19 ·
M 20 ·
M 21 ·
M 22 ·
M 23 ·
M 24 ·
M 25 ·
M 26 ·
M 27 ·
M 28 ·
M 29 ·
M 30 ·
M 31 ·
M 33 ·
M 35 ·
M 36 · 
M 37
Ontwerpen 1933-1945:
Bf 108 · 
Bf 109 ·
Bf 109TL ·
Bf 109Z ·
Bf 110 ·
Bf 161 ·
Bf 162 ·
Me 163 · 
Me 209 ·
Me 210 ·
Me 261 ·
Me 262 · 
Me 263 ·
Me 264 · 
Me 265 · 
Me 290 · 
Me 309 ·
Me 309Z ·
Me 321 · 
Me 323 · 
Me 328 · 
Me 334 ·
Me 410 · 
Me 509 · 
Projecten tot 1945:
P.1051 ·
P.1062 ·
P.1065 ·
P.1070 ·
P.1073 ·
P.1092 ·
P.1095 ·
P.1099 ·
P.1100 ·
P.1101 ·
P.1102 ·
P.1103 ·
P.1104 ·
P.1106 ·
P.1107 ·
P.1108 ·
P.1109 ·
P.1110 ·
P.1111 ·
P.1112
Libelle ·
Schwalbe ·
Wespe ·
P.08.01 ·
Zerstörer Project II
Overig:
C-44